# Wadi Ara
Wadi Ara (également Nahal Iron) (en arabe : وادي عارة, en hébreu נחל עירון, ואדי עארה) est une zone d'Israël principalement habitée par des Arabes israéliens. Wadi Ara se situe au nord-ouest de la ligne verte, et donc à proximité immédiate de la Cisjordanie, dans le district de Haïfa. Le wadi est traversé par la route 65. 
Le site antique de Megiddo, aussi connu sous le nom d'Armageddon gardait l'entrée nord de la zone durant l'âge du Bronze et l'âge du Fer. 

## Géographie
Wadi Ara est un wadi (vallée) de 20 km de long situé au nord d'Israël. Il se forme au point de jonction de la Samarie, du plateau de Ménashé et de la plaine de Sharon. Le lit de la rivière débute à proximité de Umm al-Fahm et court vers le sud-ouest à la limite entre les collines de Manasseh et les collines de Umm al-Fahm. À environ 1 km à l'ouest de l'intersection frontalière sur la route 65, l'oued s'ouvre sur la plaine du Sharon et devient un affluent du ruisseau Hadera au sud de Talmei Elazar et au nord de Tel Zeror. 

## Histoire

### Guerre de 1948-1949
Les forces irakiennes de la Ligue arabe, sous le commandement du capitaine Khaleel Jassim, prennent le contrôle de la zone durant la guerre israélo-arabe de 1948, et la défendent contre les forces israéliennes au mépris des ordres de leurs dirigeants, qui voulaient se contenter de défendre la future Cisjordanie. Elle est cédée à Israël en échange d'un territoire situé au sud de Hébron dans le cadre des accords d'armistice israélo-arabes de 1949. En mars 1949, alors que l’armée jordanienne remplace les forces irakiennes, trois brigades israéliennes se positionnent dans le cadre de l’opération Shin-Tav-Shin . À la suite de l'opération, Israël renégocie la ligne de cessez-le-feu dans la région de Wadi Ara, dans le cadre d'un accord conclu le 23 mars 1949 et intégré à l'Accord d'armistice général. Ces 15 villages sont cédés à Israël.

## Proposition d'échange de territoires
Il a été proposé, notamment par Avigdor Liberman du parti Yisrael Beiteinu de transférer La zone du Wadi Ara à l'Autorité palestinienne dans le cadre d'un échange de territoires. En contrepartie, l'Autorité palestinienne aurait transféré à Israël des blocs de colonies israéliennes de grande taille situés en Cisjordanie à l'est de la Ligne verte. Selon les hommes politiques soutenant cet échange territorial, Israël assurerait par ce moyen le caractère juif de l’État. Cependant, de nombreux députés de la Knesset sont en désaccord avec ce projet qui ne réduirait, d'après-eux, la population arabe de l’État que de 10%. La plupart des Arabes israéliens s'opposent quant à eux à l'échange leur citoyenneté israélienne contre une citoyenneté palestinienne.

## Localités situées dans le Wadi Ara

### Localités de l'antiquité
- El-Ahwat, possiblement le site biblique de Harosheth Haggoyim, une forteresse cananéenne et un site archéologique

### Localités arabes
- Aqqada
- Ar'ara ('Ara inclus dans les frontières municipales)
- al-Arian
- Baqa al-Gharbiyye
- Basma (fusion de Barta'a, Ein as-Sahala et Muawiya)
- Buweishat
- al-Byar
- Dar al-Hanoun
- Ein Ibrahim
- Jatt
- Kafr Qara
- Khor Saqr
- Ma'ale Iron (Bayada, Musmus, Zalafa, Musheirifa, Salim)
- Meiser
- Muallaqa
- Murtafi'a
- Al-Shari'ah
- Umm al-Fahm
- Umm al-Qutuf
- Zemer

### Localités juives
- Ein Iron
- Barkai
- Gan HaShomron
- Givat Oz
- Ma'anit
- Magal
- Maor
- Mei Ami
- Metzer
- Katzir-Harish

## Voir également
- Conseil régional de Menashe
- Triangle (Israël)